# شادیان (افغانستان)
شادیان یک منطقهٔ مسکونی در افغانستان است که در ولایت بلخ واقع شده‌است.